# 床上入侵者之歌
床上入侵者之歌（英語：Bed Intruder Song）是由格雷戈里兄弟和安东尼·道森（Antoine Dodson）创作的歌曲。Songify新聞報導的这首歌由新闻广播剪辑组成，剪辑了WAFF-48新闻采访安东尼·道森时的片段，当时他与记者谈论一起入室抢劫和关于姐姐凯利的强奸未遂的案件。这首歌在告示牌百强单曲榜上排在第89位，是那一周唯一一首仅在iTunes下载中进入此排行榜的歌曲。
《床上入侵者之歌》迅速走红，成为YouTube上2010年最受欢迎的视频。截至2017年11月，该视频自2010年7月30日上传以来，已被观看了138012173次，获得949317个赞。2011年3月26日，这首歌获得了最佳原创喜剧奖。

## 背景
这首歌基于WAFF-48电视台报道的阿拉巴马州亨茨维尔的一起强奸未遂案。新闻报道于2010年7月29日首次发布在WAFF-48电视台网站上，并在同一天被上传到YouTube上。仅仅两天后，格雷戈里兄弟就发布了这则新闻报道的自动调谐版。安托万·多德森的音调被人为调整，使他像是在唱歌。

## 强烈反响
《床上入侵者之歌》取得了巨大的成功。尽管是在2010年夏天制作的，它还是成为了2010年YouTube上观看数最高的视频（不包括大型唱片公司的音樂錄影帶）。

## 笔记
1. ↑  Auto-Tune the News Episode 12b, "BED INTRUDER SONG!!!"